# Karangbendo (Tekung)
Karangbendo is een bestuurslaag in het regentschap Lumajang van de provincie Oost-Java, Indonesië. Karangbendo telt 6344 inwoners (volkstelling 2010).